# Shelby County (Ohio)
 For alternative betydninger, se Shelby County. (Se også artikler, som begynder med Shelby County)
Shelby County er et county i den amerikanske delstat Ohio.
Shelby Countys totale areal er 1.065 km², hvoraf 5 km² er vand. I 2000 havde amtet 47910 indbyggere.

## Demografi
Ifølge folketællingen fra 2000 boede der 47,910 personer i amtet. Der var 17,636 husstande med 13,085 familier. Befolkningstætheden var 45 personer pr. km². Befolkningens etniske sammensætning var som følger: 96.04% hvide, 1,49% afroamerikanere. 
Der var 17,636 husstande, hvoraf 36.90% havde børn under 18 år boende. 60.70% var ægtepar, som boede sammen, 9.30% havde en enlig kvindelig forsøger som beboer, og 25.80% var ikke-familier. 22.00% af alle husstande bestod af enlige, og i 8.90% af tilfældene boede der en person som var 65 år eller ældre.
Gennemsnitsindkomsten for en husstand var $44,507 årligt, mens gennemsnitsindkomsten for en familie var på $51,331 årligt.